# Lucius Caninius Gallus (consul in 37 v.Chr.)
Lucius Caninius Gallus was een Romeinse senator in de periode van de late Republiek.
Caninius Gallus was afkomstig uit de plebejische gens Caninia, die in de 2e eeuw v.Chr. haar eerste senator onder haar rangen kende. Hij was de zoon van Lucius Caninius Gallus en een kleinzoon van Gaius Antonius Hybrida (en aldus verwant met Marcus Antonius). Zijn gelijknamige vader was volkstribuun in 56 v.Chr. en was een kennis van Marcus Tullius Cicero. Hij zou ten laatste in 40 v.Chr. praetor zijn geworden. Caninius Gallus zou in 37 v.Chr. consul worden, samen met Marcus Vipsanius Agrippa, een vertrouweling van de toenmalige triumvir Octavianus, de latere Augustus. Hij zou zijn ambt datzelfde jaar nog neerleggen en vervangen worden door Titus Statilius Taurus. Over zijn verder cursus honorum is niets meer bekend.
De gelijknamige consul suffectus in 2 v.Chr. was vermoedelijk zijn zoon of kleinzoon.